# Chrášťany (district de Kolín)
Pour les articles homonymes, voir Chrášťany.
Chrášťany (en allemand : Chraschtian) est une commune du district de Kolín, dans la région de Bohême-Centrale, en République tchèque. Sa population s'élevait à 720 habitants en 2020.

## Géographie
Chrášťany se trouve à 6 km à l'est-sud-est de Český Brod, à 20 km à l'ouest-nord-ouest de Kolín et à 36 km à l'est de Prague.
La commune est limitée par Klučov au nord, par Chotutice et Vrbčany à l'est, par Třebovle, Vitice et Kšely au sud, et par Přistoupim et Český Brod à l'ouest. 
Elle comprend le village de Bylany, qui a donné son nom à un site archéologique de l'Âge du fer, ainsi qu'à la culture celtique associée à ce site.

## Histoire
La première mention écrite de la localité date de 1306.

## Administration
La commune se compose de trois quartiers :
- Chrášťany
- Bylany
- Chotouň